# متلر تولیدو
متلر تولیدو (انگلیسی: Mettler Toledo) شرکت تجهیزات پزشکی سوئیسی است، که در سال ۱۹۴۵ توسط انهارد متلر تأسیس شد.